# 相羽ゆうみ
相羽 ゆうみ（あいば ゆうみ、10月21日 - ）は、日本の女性マルチタレント。漢字表記は、相羽  優弥（あいば ゆうみ）。アニソンダンスユニットSol×Cheekリーダー。
埼玉県桶川市出身。

## 来歴
- 2010年以前
  - 埼玉県立大宮高等学校　卒業
    - 高校生のときにNHK討論番組に出演。

  - 中央大学法学部法律学科卒業
    - 武道部・ミュージカルサークル所属。

  - 格闘家
    - 格闘家時代に雑誌・TV・イベントなど出演。

  - TV東京「ゴッドタン」などに出演。
- 2011年
  - 渋谷WOMBにてボーカル教室の定期ライブに参加。
  - 8月 - ジョージアモーニングガールのモデルとして活動。
  - 9月 - ニコニコミュージカルWSアトリエ公演「見よ、飛行機の高く飛べるを」出演。
  - 12月〜翌2月 - ラジオに出演。
  - 12月「ギャップコンテスト」グランプリ受賞。
- 2012年
  - 1月 - 自らリーダーとしてアニソンパフォーマンスユニットSol×Cheekメンバーを集める。結成当初は高校生2名含む4人で活動開始。
  - 2月9日 - 渋谷WOMBにてSol×Cheekプレデビュー。
  - 3月13日 - Fresh!撮影会にモデルとして参加。
  - 4月7日 - 津久井湖さくら祭りにて初めてのイベントサブ司会。
  - 4月12日 - 渋谷WOMBにてSol×Cheek本デビュー。
  - 5月13日 - 宮ヶ瀬湖スーパーカーイベントにてモデル兼司会。
  - 7月14日〜18日 - Sol×Cheekとして中国観光フェスティバルにて日本代表団として6000人の前でパフォーマンスをし、帰国。
  - 7月21日 - 若葉台納涼祭 コスプレ盆踊り コスプレイヤーとしてゲスト出演。
  - 7月27日 - Sol×Cheekとして渋谷Gladにて凱旋ライブ。
  - 8月26日 - Sol×Cheekとして神奈川県相模原市の根小屋諏訪神社のお祭りにゲスト出演。
  - 8月30日 - 美女暦にてモデル。
  - 10月20日 - Sol×Cheekとして渋谷REXにて初単独ライブ。初企画＆初主催イベント。
  - 10月 - 美人時計にてモデル。
  - 11月25日 - さがみはらフェスタ「アニソンコスプレ歌合戦2nd」出場し念願のパフォーマンス賞を受賞。

## 人物
- 器用そうにみられるらしいが、かなりの不器用（生放送・ブログより）。大学時代は奨学金とアルバイトで生活していたため、4.5畳・土壁・洗濯機共同という部屋に住んでいた（生放送より）

### 歌・音楽
- アニソンに出会って歌うことの楽しさ・声のパワーを知り歌（アニソン）に対する情熱が生まれた。
- 格闘家を引退した後に、一念発起してボイストレーニングの教室に通う。

### アニメ・アニソン
- 家がTV、ゲーム、漫画禁止だったためアニメやゲームの知識はあまり無い。
- アニソンにハマったのは大学生のとき。サークルがアニソン好きな人が多くアニメを知らずにアニソンにハマった。
- 大学生のときにJAM Projectのライブに連れて行かれたのがきっかけでライブとアニソンの魅力にどっぷりはまる。
- アニソンへの情熱が「好き」から「ステージで歌いたい」に変わる。
- 自分が感じたパワーと勇気をもっと沢山の人に伝えたいとアニソンダンスユニットSol×Cheekを結成、現在にいたる。

### ダンス
- もともと運動音痴だったが、格闘技で腰を痛めるまでは身体が柔らかく、柔軟が得意だった。
- アニソンダンスユニットSol×Cheekを結成後、本格的にダンス（JAZZ・バレエ）を学ぶ。

## 受賞歴
- 2011年12月 - 「ギャップコンテスト」グランプリ受賞
- 2012年11月25日 - さがみはらフェスタ「アニソンコスプレ歌合戦2nd」パフォーマンス賞受賞

## ライブ
- 2011年隔月 - 相羽ゆうみ 渋谷WOMBライブ
- 2011年11月20日 - 相羽ゆうみ コスプレアニソン歌合戦 in 銀河連邦サガミハラ共和国
- 2012年2月9日 - 相羽ゆうみ × Sol×Cheek 渋谷WOMBライブ
- 2012年4月12日 - Sol×Cheek渋谷WOMBライブ
- 2012年7月 - Sol×Cheek中国観光フェスティバル　ゲスト。
- 2012年7月27日 - Sol×Cheek渋谷Gladライブ。
- 2012年8月26日 - Sol×Cheek神奈川県相模原市根小屋諏訪神社お祭り　ゲスト。
- 2012年10月20日 - Sol×Cheek渋谷REXにて初単独ライブ。
- 2012年11月25日 - Sol×Cheekさがみはらフェスタ「アニソンコスプレ歌合戦2nd」イベント出場。

## 出演

### テレビ
- NHK「少年少女プロジェクト」
- TBS「NEWS23」
- TV東京「ゴッドタン」

### 生放送
- ニコニコ生放送 毎週木曜22時より

### レポーター
- さがみnetTVレギュラーレポーター

### 舞台
- ニコミュWSアトリエ公演「見よ、飛行機の高く飛べるを」出演

### イベント・司会
- 2012年4月7日 - 津久井湖さくら祭り サブ司会
- 2012年5月13日 - 宮ヶ瀬湖スーパーカーイベント 司会
- 2012年7月21日 - 若葉台納涼祭 コスプレ盆踊り

### モデル
- 2011年8月 - ジョージアモーニングガール
- 2012年3月13日 - Fresh!撮影会
- 2012年8月30日 - 美女暦
- 2012年10月 - 美人時計

### 雑誌
- 週刊ゴング（紙面、袋とじなど）
- Lady'sゴング（試合、グラビアなど）
- 週刊プロレス（試合など）

### ラジオ
- 2011年12月 - メジャーへの道
- 2011年12月 - 芸能界霧ばらし
- 2011年12月 - 音楽煮込み
- 2012年2月 - くるナイ2（くるめのめくるめくナイ2）※東京FMミュージックバード衛星放送（SPACE DiVA ）・全国コミュニティーFM各局

### 写真集
- 選手写真集（DVD付）

### その他
- 選手カード（ベースボールマガジン社）